# Um Minuto Além
Um Minuto Além é o quarto álbum da cantora e compositora brasileira Zizi Possi, lançado em 1981 pela PolyGram. Possi esteve envolvida em todo o processo de gravação, desde a mixagem até a escolha do repertório.
Doze canções compõem o álbum, incluindo três composições próprias, como "Cá Entre Nós" e "Melodia", além da parceria com Roberto Menescal, Paulo Coelho e João Augusto em "Não dá mais". Destaca-se também "Engraçadinha", tema do filme homônimo.
Um show promocional foi produzido e apresentado em várias cidades, dirigido por seu irmão, José Possi, e incluindo músicas de diversos artistas. A divulgação via rádio priorizou as estações AM, enquanto um videoclipe de "Caminhos de Sol" foi feito para o programa Fantástico da Rede Globo.
As críticas foram majoritariamente favoráveis, elogiando a unidade do trabalho e a interpretação de Zizi, sendo considerado por alguns como o melhor lançamento de sua carreira até então.

## Produção e gravação
Possi se envolveu em todo o processo de gravação, desde a mixagem a escolha do repertório. Em entrevistas, revelou que acha difícil fazer algo em que não esteja completamente envolvida e que embora não tivesse conhecimento técnico para se envolver numa mixagem, possuía um feeling para o que estava sendo feito, disse também: "Quando eu penso em gravar uma música, não é só chegar  e gravar a voz. É participar, é um trabalho artesanal e é isso que eu curto".
Entre as doze canções presentes, escreveu três sozinha, a saber: "Cá Entre Nós" foi composta três anos antes, e embora fosse resistente em tornar publica suas composições, resolveu incluí-la após pedido do produtor João Augusto, também foi incluída "Constatação" que é uma vinheta de trinta segundos duração, e "Melodia".
Uma quarta música, "Não dá mais", é em parceria com Roberto Menescal, Paulo Coelho e o produtor musical João Augusto.
Outro destaque é "Engraçadinha", música-tema do filme homônimo, de 1981, dirigido por Haroldo Marinho Barbosa e baseado no romance Asfalto Selvagem: Engraçadinha, Seus Pecados e Seus Amores, do escritor Nélson Rodrigues.

## Lançamento e divulgação
Um show foi produzido e apresentado em várias cidades, com fins promocionais. A direção foi de seu irmão, José Possi, e além das músicas do LP, incluía canções variadas de artistas de diferentes estilos, tais como: Billie Holiday,Caetano Veloso, George Harrison e Gonzaguinha, entre outros.
Em relação a divulgação via radiodifusão, deu preferência as rádios AM.
Um videoclipe para "Caminhos de Sol" foi feito para o programa de TV, Fantástico, da Rede Globo.
Na época da divulgação, Possi apareceu em um número substancial de veículos de comunicação, devido a uma briga com a também cantora Angela Ro Ro.
O álbum foi relançado no formato Compact disc (CD) em 2002, na série Tudo, da Universal Music, junto com outros treze álbuns de Possi, incluindo as capas e encartes originais.

## Recepção crítica
| Críticas profissionais | Críticas profissionais |
| Avaliações da crítica  | Avaliações da crítica  |
| Fonte                  | Avaliação              |
| ---------------------- | ---------------------- |
| Manchete               | Favorável              |
| Diário de Pernambuco   | Favorável              |
| Jornal do Brasil       | Favorável              |

As resenhas dos críticos de música foram, em maioria, favoráveis. 
Wilson Cunha, da revista Manchete, escreveu que o trabalho é de "inegável unidade" e que a "intérprete [estava] melhor do que nunca".
João Alberto, do Diário de Pernambuco, chamou-o de excelente e elegeu "Caminhos de Sol", "Meio Dia", "Never Dreamed You'd Leave in Summer", "Eu Velejava em Você" e "Melodia" como os destaques.
Deborah Dumar, do Jornal do Brasil, o classificou como "agradável" e o melhor lançado de toda a sua carreira.

## Lista de faixas
- Créditos adaptados do LP Um Minuto Além, de 1981.[14]

### Lado A
| N.º | Título                                | Compositor(es)                                           | Duração |  |
| 1.  | "Caminhos de Sol"                     | Herman Torres, Salgado Maranhão                          | 2:58    |  |
| 2.  | "Meio-dia"                            | Clodô, Fagner                                            | 4:01    |  |
| 3.  | "Não Dá Mais"                         | Paulo Coelho, João Augusto, Roberto Menescal, Zizi Possi | 2:30    |  |
| 4.  | "Cá Entre Nós"                        | Zizi Possi                                               | 1:56    |  |
| 5.  | "Never Dreamed You'd Leave In Summer" | Stevie Wonder, Syreeta Wright                            | 2:37    |  |
| 6.  | "Engraçadinha"                        | Sergio Saraceni, Tite de Lemos                           | 3:37    |  |

### Lado B
| N.º | Título                | Compositor(es)                  | Duração |  |
| 1.  | "Agora Só Falta Você" | Luis Sérgio Carlini, Rita Lee   | 2:37    |  |
| 2.  | "Eu Velejava em Você" | Luiz Carlos Goes, Eduardo Dusek | 3:30    |  |
| 3.  | "Balão, Balão"        | Beto Fae                        | 3:36    |  |
| 4.  | "Assim, Assim"        | Kledir Ramil, Vitor Ramil       | 3:14    |  |
| 5.  | "Melodia"             | Zizi Possi                      | 3:34    |  |
| 6.  | "Constatação"         | Zizi Possi                      | 0:30    |  |